# Cerkev Santa Maria del Carmine, Firence
Santa Maria del Carmine je cerkev karmeličanskega reda v okrožju Oltrarno v Firencah v Toskani, Italija. Znana je kot lokacija Brancaccijeve kapele, v kateri so izjemne renesančni freske Masaccia in Masolina da Panicala, pozneje pa jo je dokončal Filippino Lippi.

## Zgodovina
Cerkev, posvečena Beatæ Virginis Mariæ de monte Carmelo, je bila zgrajena iz leta 1268 kot del samostana karmeličanov, ki še danes obstaja. Od prvotnih objektov so na straneh vidni le nekateri romansko-gotski ostanki. Kompleks je bil prvič razširjen leta 1328 in spet leta 1464, ko sta bila dodana kapiteljska dvorana in refektorij, čeprav je cerkev vzdrževala obliko latinskega križa in enoladijski tloris.
Obnovljena v baročnem slogu v 16. do 17. stoletju, je bilapoškodovana v požaru leta 1771 in obnovljena v notranjosti v rokokojskem slogu leta 1782. Fasada je, tako kot v mnogih florentinskih cerkvah, ostala nedokončana. Požar se ni dotaknil zakristije zato so preživele Zgodbe o sveti Ceciliji, pripisanna Lippo d'Andrei (približno 1400) in marmorni spomenik Piero Soderini Benedetta da Rovezzana (1511–1513). V oboku ladje je freska trompe l'oeil, iluzionistična stropna slika, ki jo je ustvaril Domenico Stagi.

## Kapela družine Brancacci
Požar je preživela tudi kapela družine Brancacci, ki jo je rešila poznejša obnova z intervencijo firenškega plemiča, ki je odločno nasprotoval pokrivanju fresk. V kapeli domujejo znamenite freske Masaccia in Masolina, ki veljajo za prvo mojstrsko delo italijanske renesanse. Masacciov mojster Masolino, ki ga je naročil bogat trgovec Felice Brancacci, je začel delati na kapeli leta 1425, kmalu pa se je projektu pridružil njegov učenec Masaccio. Masolinovi prizori so Sveti Peter, ki zdravi hromenega človeka in Vstaja Tabita od mrtvih, Sveti Peter pridigar ter Adam in Eva. Večinoma Masacciove so: Dajanje denarja, Sveti Peter zdravi s svojo senco, Križanje svetega Petra, Krst neofitov in Izgon iz raja.  Njuna obravnava figur v varljivem prostoru je freske uvrstila med najpomembnejše, ki so izšle iz zgodnje renesanse. Cikel je zaključil Filippino Lippi.
V italijanskem rokokoju izdelan strop je delo enega najpomembnejših umetnikov 18. stoletja v mestu, Giovanni Domenico Ferrettija.

## Corsinijeva kapela
Corsini, ena najbogatejših družin v Firencah med 17. in 18. stoletjem, je imela to kapelo zgrajeno v letih 1675-1683, v njej pa so bili posmrtni ostanki prednika družine, svetega Andrea Corsinija (1301–1374), ki je postal karmeličanski brat in škof iz Fiesola, ki je bil leta 1629 kanoniziran.
Arhitekt Pier Francesco Silvani je za njo izbral baročni slog, ki je bil takrat priljubljen v Rimu. Na oltarju je marmornat relief z upodobitvijo Slave svetega Andrea Corsinija, ki ga je oblikoval Foggini in nad njim Bog Oče, ki ga je oblikoval Carlo Marcellini. Na straneh oltarja sta še dva Fogginijeva  marmorna reliefa: eden prikazuje Sv. Andreja, stoji z mečem, da bi Florentince pripeljal do zmage med bitko pri Anghiariju, drugi pa spominja na Čudežno videnje Device mladega sv. Andreja (pojavlja se v cerkvi Convent delle Selve).
Majhno kupolo je leta 1682 s fresko poslikal Giordano. Freske so utrpele v velikem cerkvenem požaru, obnovil pa jih je Stefano Fabbrini.

## Samostan
Samostan je v svoji zgodovini doživel številne nesreče, od požara leta 1771 do poplave reke Arno leta 1966. Večina umetniških del je torej fragmentarnih: med njimi so Podelitev pravil karmeličanom Filipa Lippija in Zadnja večerja Alessandra Allorija ter ostanki del iz drugih kapel Pietra Nellija in Gherarda Starnina.
Drugi refektorij je okrašen z Večerjo v hiši Simona Farizeja Giovannija Battista Vannija (približno 1645); v njej so tudi drobci fresk Lippo d'Andrea